# Centrostephanus
Genre
Centrostephanus est un genre d’oursins (échinodermes) réguliers de la famille des Diadematidae.

## Caractéristiques

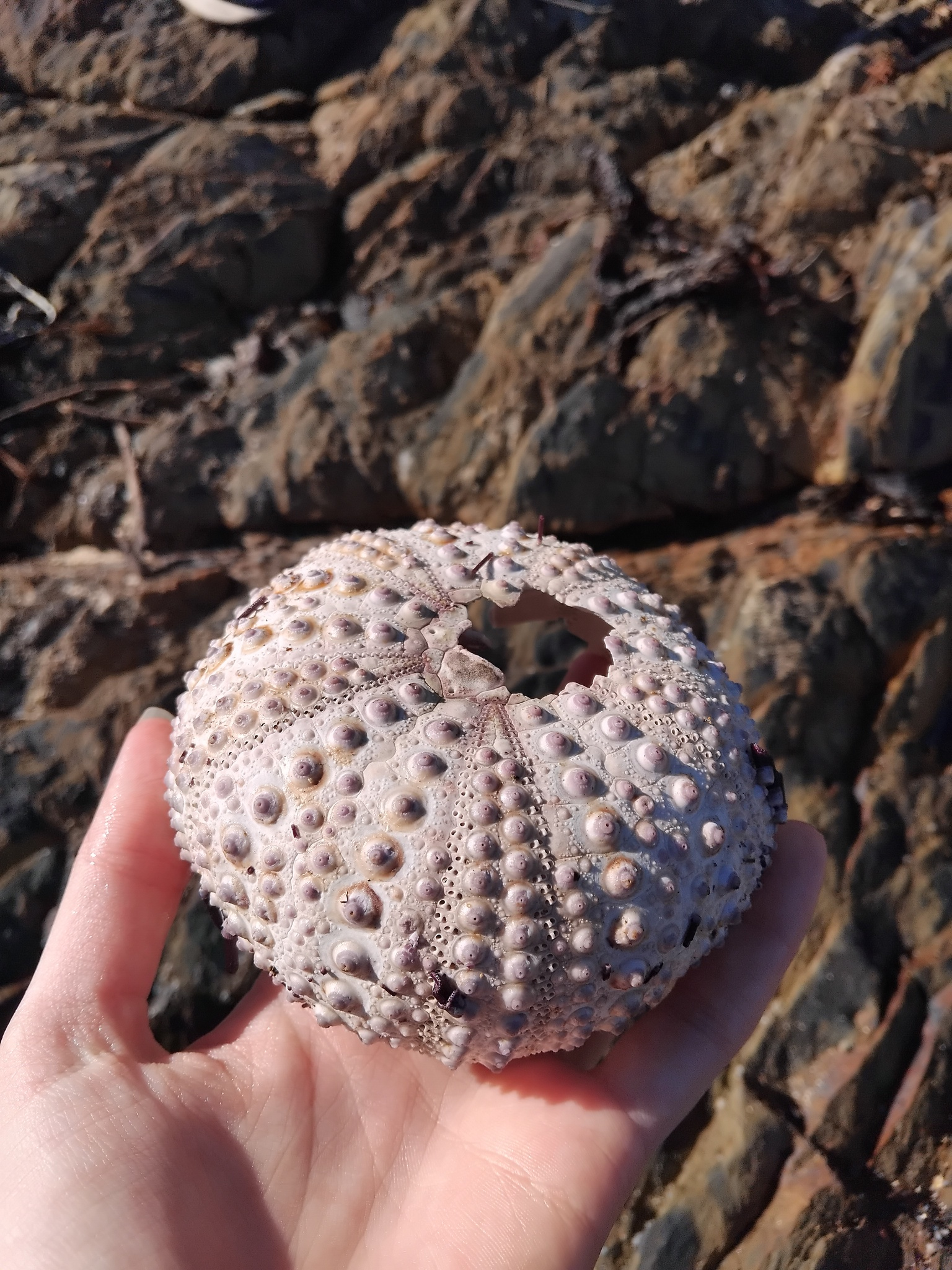
Test de Centrostephanus rodgersii.

Ce sont des oursins réguliers globulaires, caractérisés par un test (coquille) légèrement aplati et de relative petite taille par rapport à des radioles (piquants) fines et creuses souvent très longues par rapport au test (certaines sont pourvues de glandes à venin). Ce sont surtout des oursins d'eaux profondes et calmes, même si C. rodgersii vit parfois près de la surface.
Le genre Centrostephanus fut décrit en 1855 par Peters ; il est probablement apparu au Crétacé (Santonien) et s'est répandu dans presque toutes les mers du globe. Son nom signifie en grec « couronne d'épines » (en écho à la famille, les diadématidés). 

### Caractéristiques squelettiques
Le test est relativement fragile, même si les plaques sont bien suturées entre elles. 
Le disque apical est monocyclique, avec un périprocte circulaire et large et des plaques génitales très écartées. Les plaques périproctales sont typiquement intercalées dans l'anneau formé par les plaques oculaires et génitales. 
Les ambulacres sont droits et étroits, avec des paires de pores non conjuguées, formant des triades. 
Les plaques ambulacraires sont trigéminées et portent un unique tubercule primaire chacune. 
Les interambulacres sont deux à trois fois plus larges que les ambulacres, avec des plaques ambitales pentagonales. 
Chaque plaque interambulacraire porte un unique tubercule primaire, qui prend toute la hauteur de la plaque, laissant cependant la place à un petit tubercule secondaire de chaque côté. 
Tous les tubercules sont perforés et crénulés. 
Le péristome fait à peu près la même taille que le disque apical, avec des encoches buccales peu profondes, arrondies et associées à des marques adradiales.
On distingue ce genre de son proche cousin Diadema par le fait que les plaques buccales portent des radioles et des pédicellaires, et que les plaques interambulacraires portent un unique tubercule primaire.

## Liste d'espèces
Selon World Register of Marine Species (15 octobre 2013) :
- Centrostephanus asteriscus (A. Agassiz & H.L. Clark, 1907) (Pacifique tropical nord)
- Centrostephanus besnardi (Bernasconi, 1955) (Atlantique sud)
- Centrostephanus coronatus (Verrill, 1867) (Golfe de Californie)
- Centrostephanus longispinus (Philippi, 1845) « oursin diadème de Méditerranée » (Méditerranée, Atlantique occidental)
- Centrostephanus nitidus (Koehler, 1927) (Maldives)
- Centrostephanus rodgersii (A. Agassiz, 1863) « oursin violet de Nouvelle-Zélande » (Pacifique sud-ouest)
- Centrostephanus sylviae (Fell, 1975) (Pacifique sud-est)
- Centrostephanus tenuispinus (H.L. Clark, 1914) (Australie occidentale)

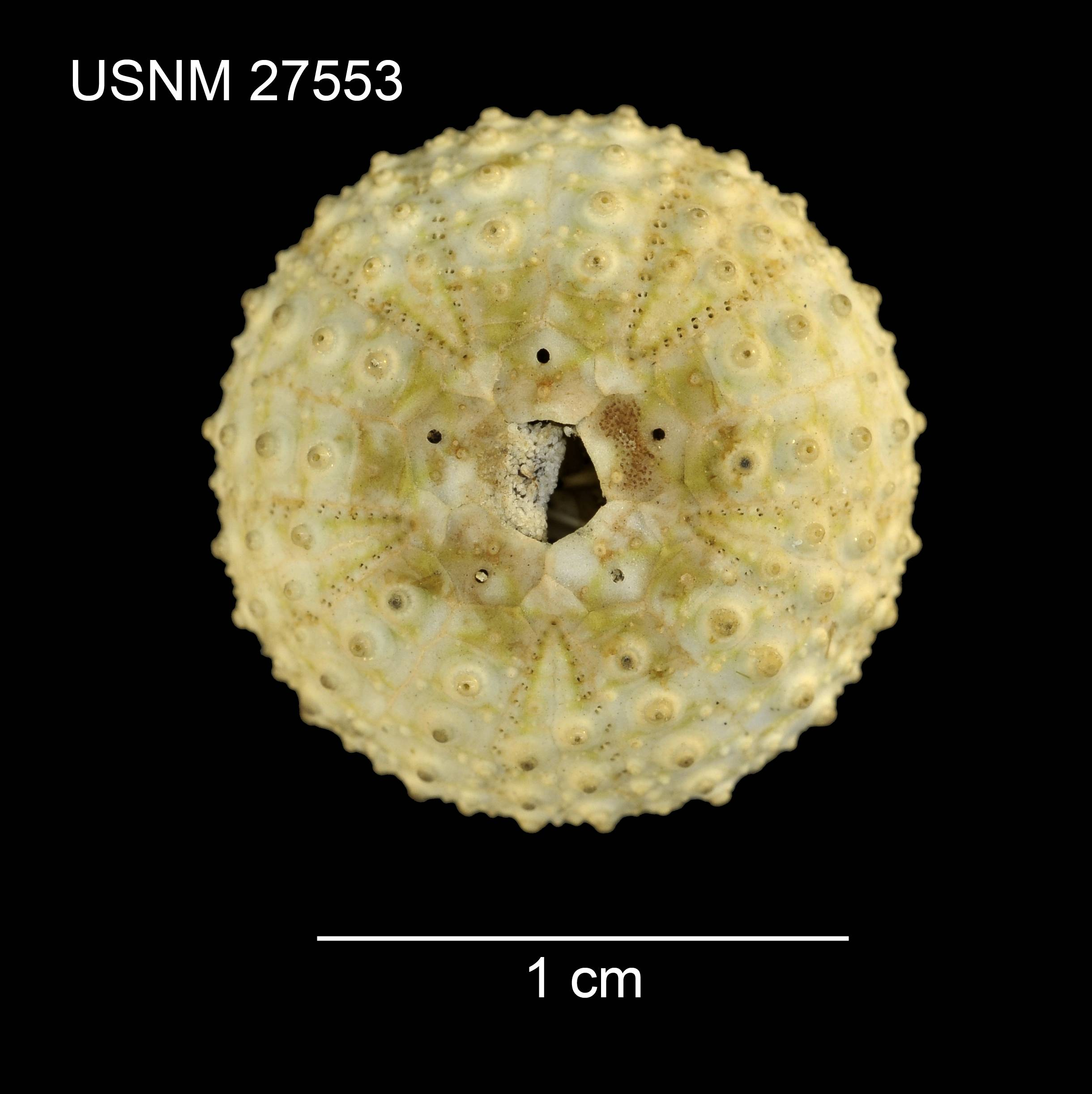
Centrostephanus asteriscus (test)
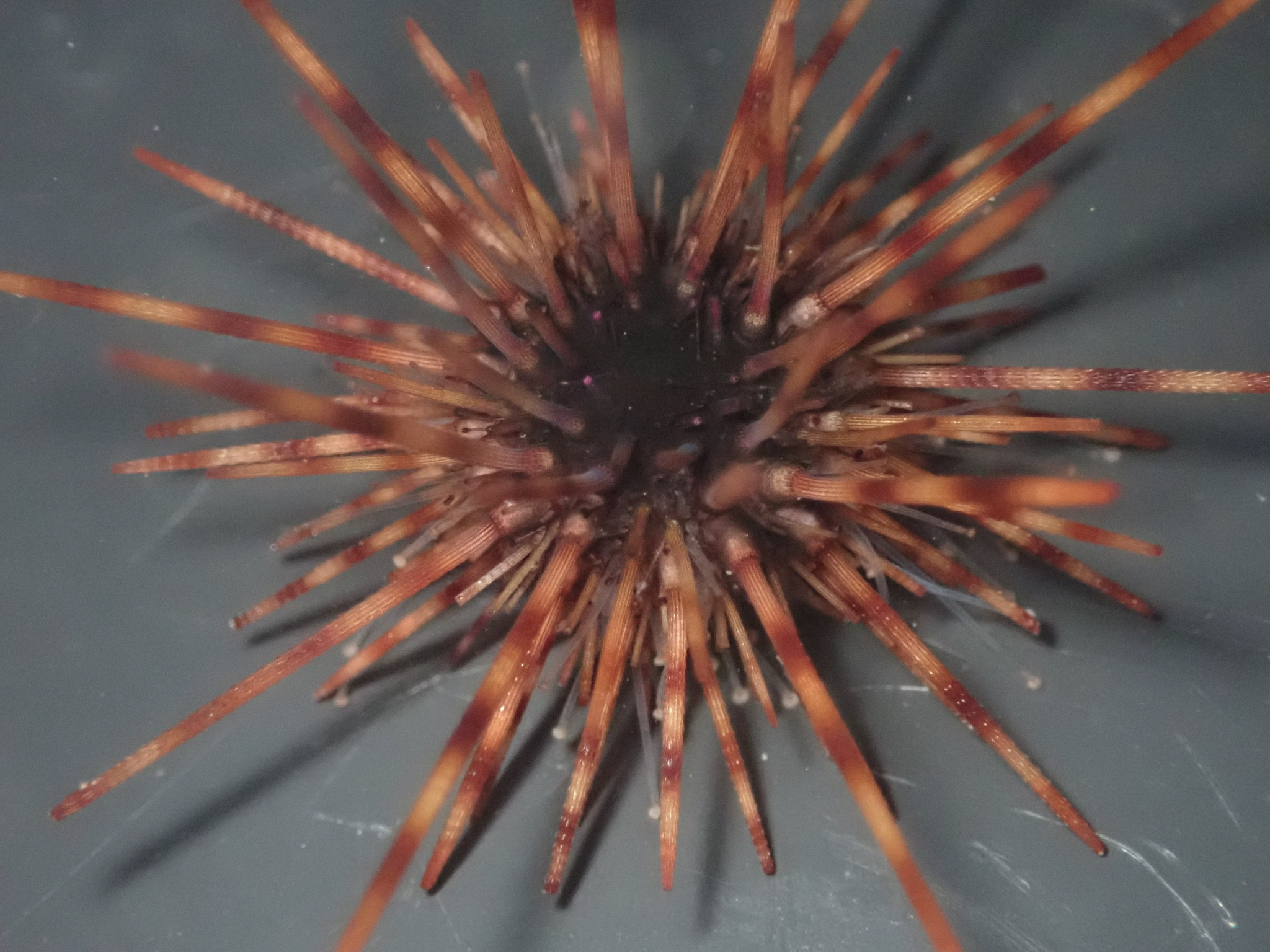
Centrostephanus coronatus
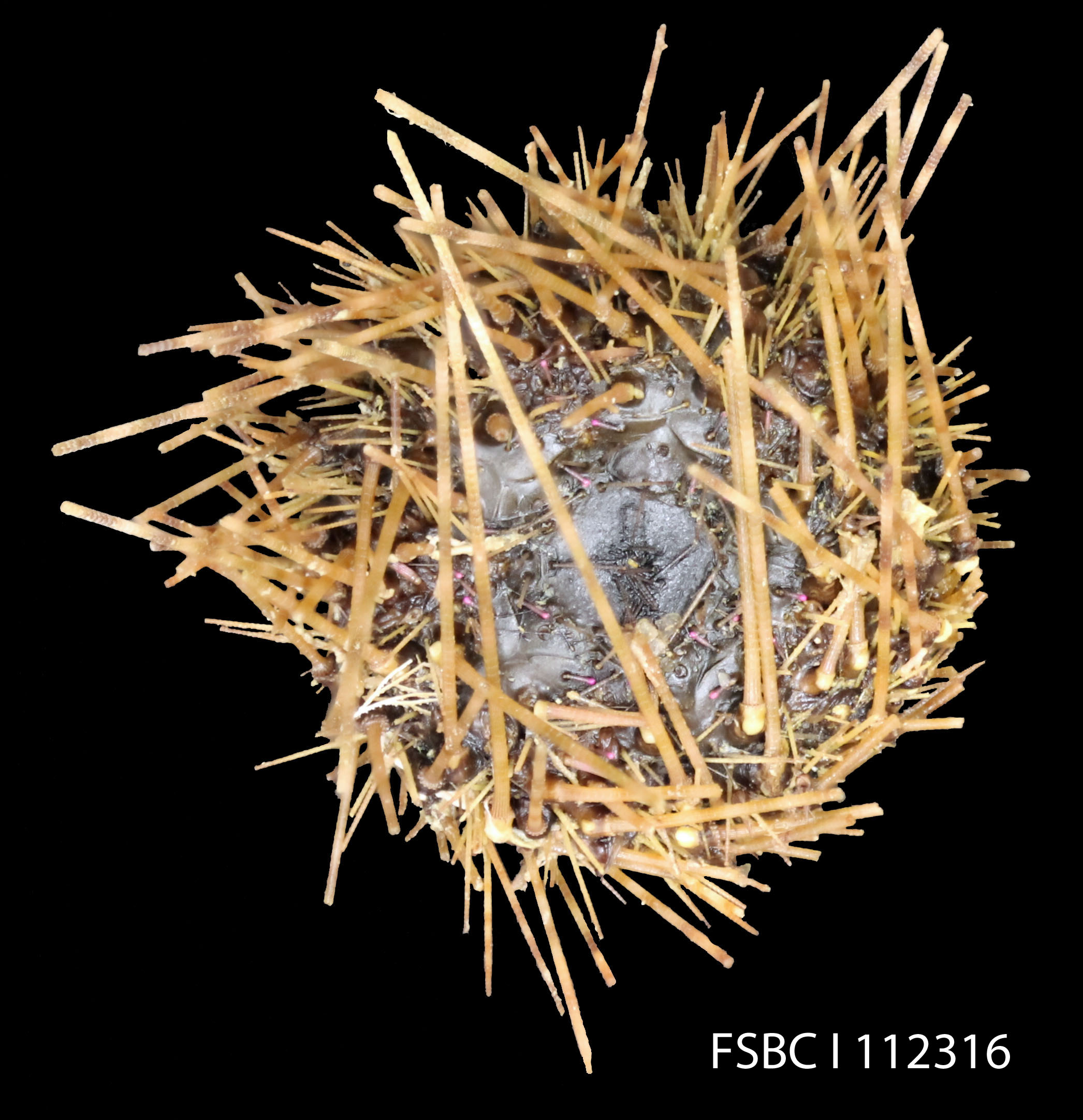
Centrostephanus longispinus
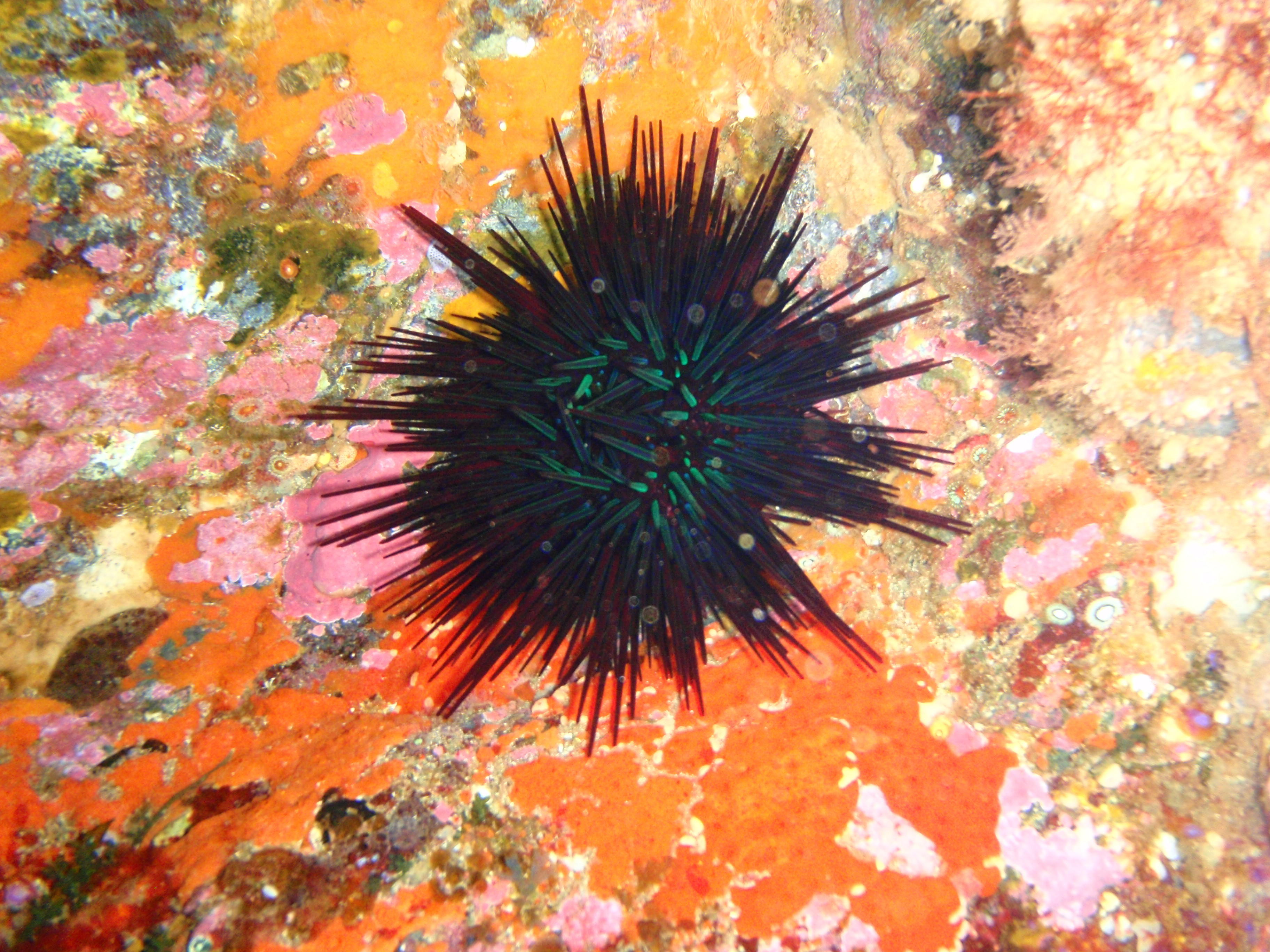
Centrostephanus rodgersii
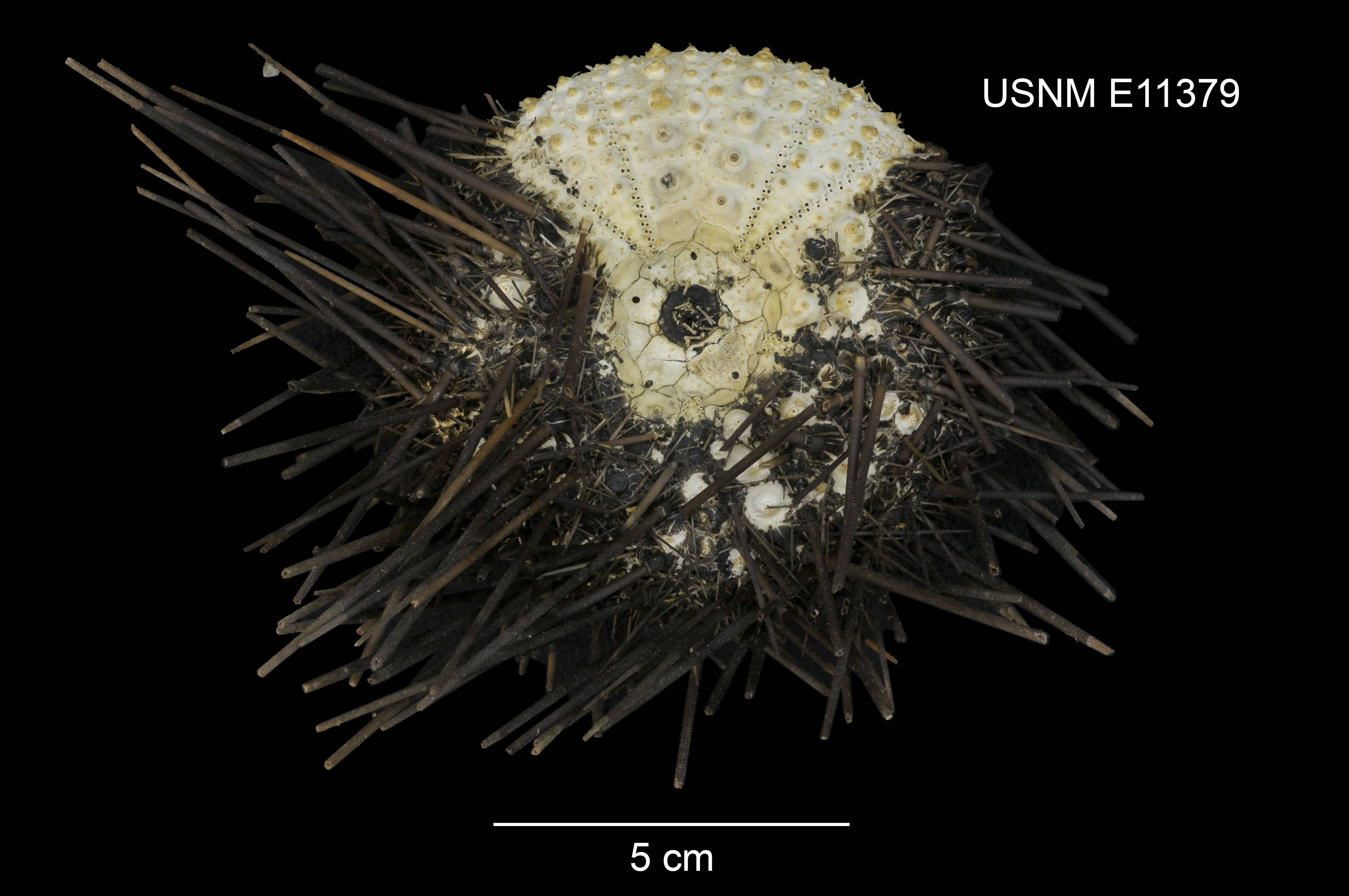
Centrostephanus sylviae
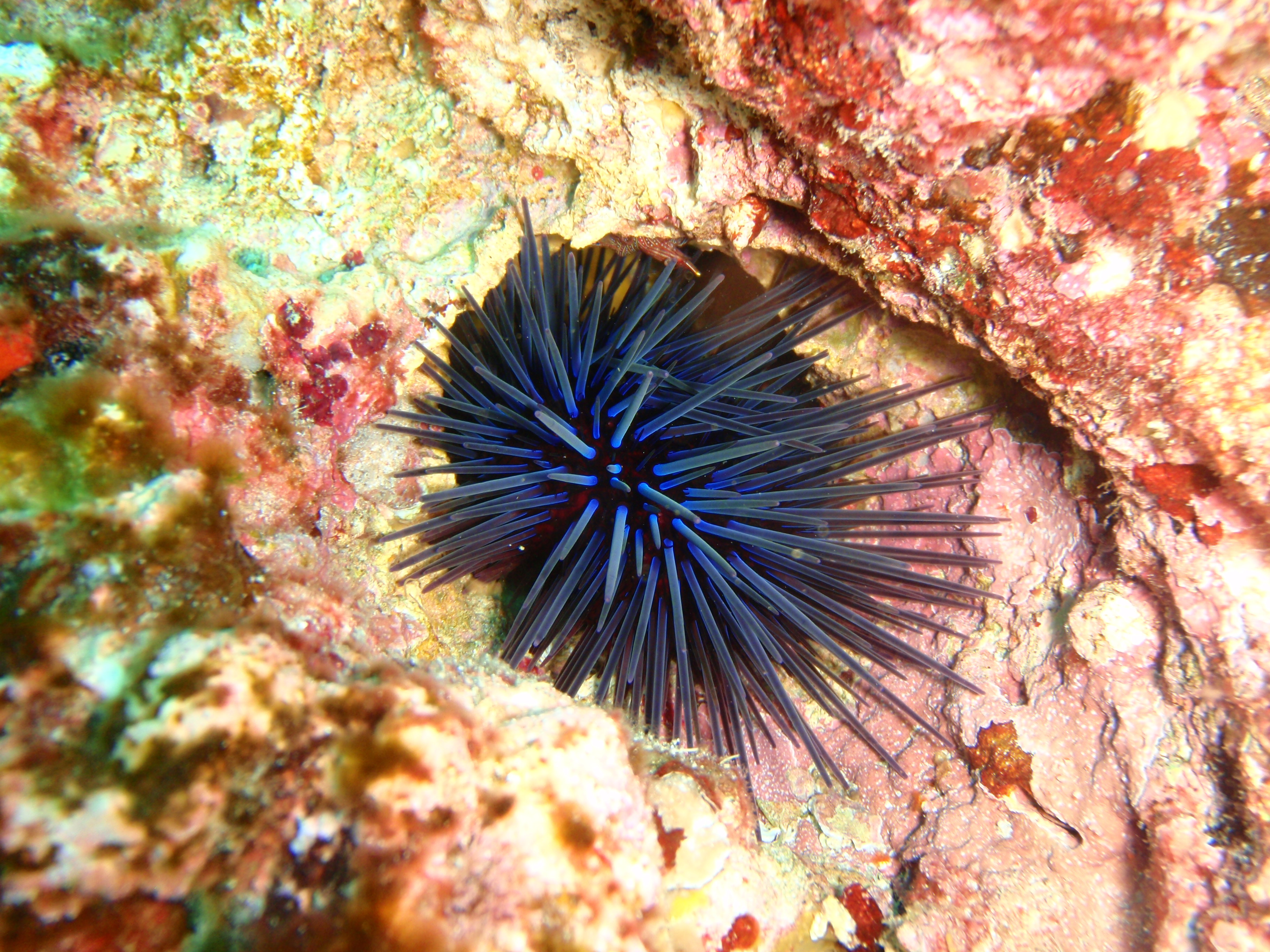
Centrostephanus tenuispinis

On compte aussi plusieurs espèces fossiles, comme Centrostephanus sacyi Lambert, 1928b (Miocène) ou Centrostephanus fragile (Wiltshire, 1882), espèce éteinte au début du Cénozoïque.
On distingue deux groupes au sein de ce genre, basé sur la présence ou non de petits radioles apicaux raccourcis, très iridescents et opérant un mouvement circulaire rapide et continu. Ces « radioles claviformes » sont présents chez Centrostephanus longispinus, Centrostephanus besnardi et Centrostephanus coronatus (formant donc un groupe Atlanto-panaméen), mais pas les autres espèces. Certains spécialistes proposent de ranger les espèces dépourvues de ce critère dans un genre à part : Trichodiadema Agassiz, 1863.